# 1879

## أحداث
- تأسيس مدينة جنرال روكا، ريو نيغرو وتقع حاليا في الأرجنتين.
- تأسيس مدينة فورموزا على يد لويس خورخي فونتانا وتقع حاليا في الأرجنتين.
- تأسيس مدينة سوري، كولومبيا البريطانية وتقع حاليا في كندا.
- تأسيس مدينة كوهيما وتقع حاليا في الهند.
- تأسيس مدينة كيلونا وتقع حاليا في كندا.
- تأسيس مدينة كوتكا وتقع حاليا في فنلندا.
- 27 يناير: تأسيس مدينة غويغالبا [الإنجليزية] وتقع حاليا في نيكاراغوا.
- وقوع الحرب الإنجليزية الزولوية بداية من 11 يناير 1879 إلى 4 يوليو 1879.
- بداية حرب المحيط الهادئ في 5 أبريل 1879 والتي انتهت في 4 أبريل 1884.

### أبريل - يونيو
- 2 مايو تأسيس حزب العمال الاشتراكي الإسباني (بالإسبانية: Partido Socialista Obrero Español)‏ سرا في في إحدى حانات مدريد على يد الطباع بابلو إيغليسياس.[1]

## مواليد
- محمد صفا بك
- آرثر جونسون
- البرت اينشتاين
- أسد رستم
- أغنس أربر
- أوتو هان
- أوين ريتشاردسون
- إثيل باريمور
- إرنست دويس ديكر
- إغناطيوس جبرائيل الأول تبوني
- إفرايم كارليباخ
- إيمليانو زاباتا
- إيمي أنتوانيت كامو
- بول كلي
- بيتون روس
- توماس ماثيو بيري
- خليفة بن حارب
- ساروجينى نايدو
- سينجورو هاياشي
- عبد الرحمن الشهبندر
- علي بن حسين
- غيتانو بيروسيني
- فانيسا بيل
- كارلوس شاغاس
- ليون تروتسكي
- ليون جوو
- ماكس فون لاوي
- محمد الطاهر بن عاشور
- مصطفى النحاس
- هانز لوتر
- هدى شعراوي
- ويل روجرز
- يوزيف فيرت
- يوسف بن عيسى القناعي
- يوهانس نيكولاوس برونستد

### مارس
- 14 مارس - ألبرت أينشتاين، عالم ألماني.

### أغسطس
- 5 أغسطس - ساطع الحصري - كاتب ومفكر قومي.
- 31 أغسطس - الإمبراطور تايشو، إمبراطور ياباني.

## وفيات
- جيمس ماكسويل
- عبد الله بك الزهدي

### يونيو
- 20 يونيو - جورج ستيفن، محامي أسترالي.